# Ma Rainey's Black Bottom (film)
Ma Rainey's Black Bottom è un film del 2020 diretto da George C. Wolfe.
Sceneggiato da Ruben Santiago-Hudson, il film è l'adattamento cinematografico dell'omonima opera teatrale del 1984 di August Wilson. Viola Davis interpreta la cantante blues Ma Rainey, affiancata da Chadwick Boseman, al suo ultimo ruolo cinematografico, Glynn Turman, Colman Domingo e Michael Potts.

## Trama
In uno studio musicale della Chicago degli anni 20, la band di Ma Rainey aspetta l'arrivo della diva per incidere un nuovo album. I quattro musicisti sono il trombettista Levee Green, il trombonista Cutler, il bassista Slow Drag ed il pianista Toledo. Mentre attendono che la cantante, perennemente in ritardo, faccia il suo ingresso nello studio, i quattro scherzano, litigano, si scambiano aneddoti e storie del razzismo che hanno subito nelle loro vite. Pur suonando bene insieme, ci sono tensioni all'interno del gruppo: il giovane e irruento Levee infatti sogna una propria band e litiga spesso con i veterani Toledo e Cutler.
Quando Ma Rainey finalmente arriva, alticcia e scortata dall'amante Dussie Mae, il gruppo è ormai in ritardo con i tempi, il che manda su tutte le furie il produttore e proprietario dello studio Sturdyvant, mentre il manager della cantante Irvin cerca di mediare in ogni modo. La pazienza dei due viene inoltre messa duramente alla prova dall'atteggiamento divistico di Ma Rainey, che pretende che il suo nipote balbuziente Sylvester pronunci la frase introduttiva di una canzone nell'incisione. La situazione peggiora quando Levee e Cutler vengono alle mani e Ma Rainey licenzia il giovane trombettista. Dopo che la sua proposta musicale viene scartata da Sturdyvant, in un moto di rabbia incontrollabile Levee pugnala a morte Toledo, pregiudicando in tal modo ogni speranza per il suo futuro.

## Distribuzione
Il film fu distribuito su Netflix il 18 dicembre 2020.

## Riconoscimenti
- 2021 - Premio Oscar
  - Migliori costumi a Ann Roth
  - Miglior trucco a Sergio Lopez-Rivera, Mia Neal e Jamika Wilson
  - Candidatura per il miglior attore protagonista a Chadwick Boseman
  - Candidatura per la miglior attrice protagonista  a Viola Davis
  - Candidatura per la migliore scenografia a Mark Ricker, Karen O'Hara e Diana Stoughton
- 2021 - Golden Globe
  - Miglior attore in un film drammatico a Chadwick Boseman
  - Candidatura per la migliore attrice in un film drammatico a Viola Davis
- 2021 - Screen Actor Guild Award
  - Miglior attore cinematografico a Chadwick Boseman
  - Migliore attrice cinematografica a Viola Davis
- 2021 - British Academy Film Awards
  - Migliori costumi a Ann Roth
  - Miglior trucco e acconciatura a Sergio Lopez-Rivera, Larry M. Cherry, Mia Neal e Jamika Wilson
  - Candidatura per il miglior attore protagonista a Chadwick Boseman
- 2020 - Boston Society of Film Critics Awards[3]
  - Miglior cast
- 2020 - Chicago Film Critics Association Awards[4][5]
  - Miglior attore a Chadwick Boseman
  - Candidatura per la migliore attrice a Viola Davis
  - Candidatura per la migliore colonna sonora originale a Branford Marsalis
  - Candidatura per i migliori costumi
- 2020 - Florida Film Critics Circle Awards
  - Candidatura per il miglior attore a Chadwick Boseman
  - Candidatura per la miglior attrice a Viola Davis
  - Candidatura per il miglior cast
  - Candidatura per la miglior sceneggiatura non originale a Ruben Santiago-Hudson
- 2020 - Los Angeles Film Critics Association Awards[6]
  - Miglior attore a Chadwick Boseman
  - Miglior attore non protagonista a Glynn Turman
- 2020 - Gotham Independent Film Awards[7]
  - Candidatura per il miglior attore a Chadwick Boseman
- 2021 - Independent Spirit Awards[8]
  - Candidatura per il miglior film
  - Candidatura per il miglior attore protagonista a Chadwick Boseman
  - Candidatura per la miglior attrice protagonista a Viola Davis
  - Candidatura per il miglior attore non protagonista a Colman Domingo
  - Candidatura per il miglior attore non protagonista a Glynn Turman
- 2021 - San Diego Film Critics Society Awards[9]
  - Candidatura per il miglior attore a Chadwick Boseman
  - Candidatura per la migliore attrice a Viola Davis
  - Candidatura per la migliore sceneggiatura non originale a Ruben Santiago-Hudson
  - Candidatura per il miglior utilizzo delle musiche
  - Candidatura per i migliori costumi ad Ann Roth
- 2021 - Satellite Awards[10]
  - Candidatura per il miglior film drammatico
  - Candidatura per il miglior attore in un film drammatico a Chadwick Boseman
  - Candidatura per la migliore attrice in un film drammatico a Viola Davis
  - Candidatura per la miglior sceneggiatura non originale a Ruben Santiago-Hudson
  - Candidatura per i migliori costumi ad Ann Roth
- 2021 - NAACP Image Award[11]
  - Miglior attore a Chadwick Boseman
  - Migliore attrice a Viola Davis
  - Miglior cast
  - Candidatura per il miglior film
  - Candidatura per la migliore regia a George C. Wolfe
  - Candidatura per il miglior attore non protagonista a Glynn Turman
  - Candidatura per la migliore attrice non protagonista a Taylour Paige
  - Candidatura per la migliore colonna sonora a Branford Marsalis
- 2021 - Dorian Awards[12]
  - Film a tematica LGBTQ dell'anno
  - Attore dell'anno a Chadwick Boseman
  - Candidatura per l'attrice dell'anno a Viola Davis